# Dmitrij Szalkow
Dmitrij Władisławowicz Szalkow (ros. Дмитрий Владиславович Шальков) – rosyjski generał porucznik sprawiedliwości, oficer rosyjskich służb specjalnych.
W organach bezpieczeństwa od marca 1993, od marca 2015 sekretarz stanu - zastępca Dyrektora Federalnej Służby Bezpieczeństwa Rosji.